# میدان مین مرز ازبکستان–تاجیکستان

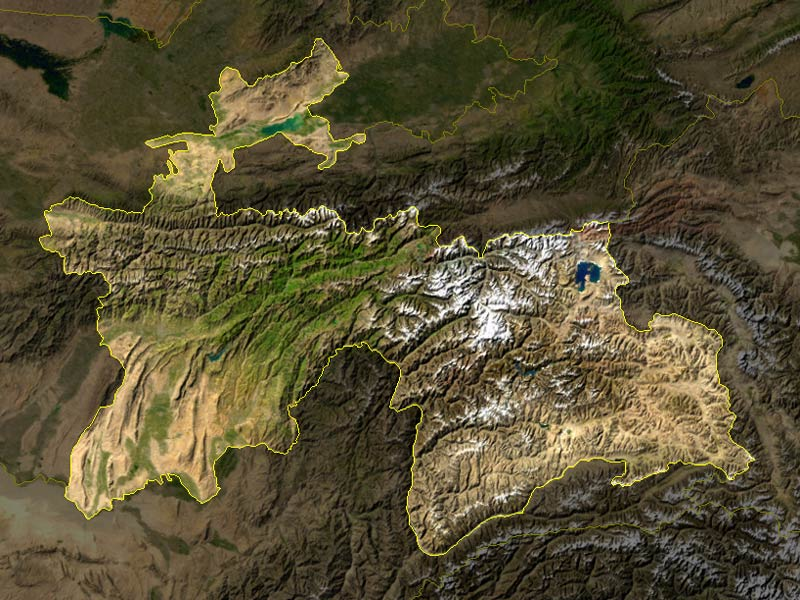
محدودهٔ مین‌گذاری‌شده

میدان مین مرز ازبکستان-تاجیکستان نتیجهٔ تصمیم یک‌جانبهٔ دولت ازبکستان به بستن مرز خود با تاجیکستان است. ازبکستان دلیل این کار را کنترل مواد مخدر و ایجاد تنگنا برای جنبش اسلامی ازبکستان اعلام کرده‌است. از آنجا که بیشتر مرز دو کشور تاجیک‌نشین است، قربانیان اصلی این اقدام روستائیان تاجیک دو کشور هستند که کشته می‌شوند یا تا آخر عمر معلول می‌شوند. به‌عنوان مثال بین سال‌های ۱۳۸۰ تا ۱۳۸۳، این میدان جان ۶۶ نفر را گرفت و ۵۰ نفر معلول به‌جا گذاشت.
ازبکستان تمام میدان مین را در خاک خود می‌داند، اما مشخص نبودن کنونی ۱۴٪ (سال ۱۳۸۸) از مرز دو کشور، این ادعا را تحت‌الشعاع قرار داده‌است. همچنین ازبکستان اعلام کرده‌است که تمام مین‌ها دارای تابلوی هشدار هستند، اما صلیب سرخ ضمن هشدار به‌دلیل قربانی شدن شمار زیادی تاجیک، از این کشور خواسته‌است تا این میدان را بر پایهٔ کنوانسیون اتاوا از میان بردارد.